# Sceloporus licki
Sceloporus licki är en ödleart som beskrevs av  Van Denburgh 1895. Sceloporus licki ingår i släktet Sceloporus och familjen Phrynosomatidae. IUCN kategoriserar arten globalt som livskraftig. Inga underarter finns listade i Catalogue of Life.